# Храм Святой Живоначальной Троицы (Низкое)
Храм Святой Живоначальной Троицы — православный храм в селе Низком Егорьевского городского округа Московской области. Принадлежит к Егорьевскому благочинническому округу Коломенской епархии.
Настоятель — игумен Митрофан (Ефремов). Престольный праздник: Святой Троицы.

## История
История храма крайне необычна тем, что он был освящён после Октябрьской революции — в 1919 году и действовал все годы Советской власти.
До начала XX века жители деревень Низкое, Пановская и Каменская Василёвской волости Егорьевского уезда Рязанской губернии были прихожанами Преображенской церкви в с. Спасс-Леоновщина. В 1903 году через угодья указанных деревень фабриканты братья Хлудовы решили построить узкоколейку к своим торфоразработкам. Крестьяне согласились продать Хлудовым полосу земли, а на часть вырученных денег начали строить храм. Большую роль в возведении храма сыграли Иван Дашков (руководитель строительства узкоколейки Хлудовых) и крестьянин деревни Низкое Иван Алексашкин (который предложил деньги от продажи большей части урожая в 1916 году пустить на церковные нужды). Иконостас церкви был привезён из села Лузгарино. К 1919 году храм был готов. 4 ноября этого года он был освящён епископом Михайловским Митрофаном (викарием Рязанской епархии) в честь Пресвятой Живоначальной Троицы.
В начале 1980-х годов под руководством настоятеля храма иеромонаха Сергия (Шагаева) были проведены работы по внутренней реставрации. В 2010 году силами настоятеля и местной общины проведён ремонт храма, установлены кованые ворота, возведена ограда. В 2011 году к храму пристроена кирпичная колокольня. В 2012 году освятили новые колокола.
На момент 2020 года фасад 1919 года фактически утрачен. Трапезная, четверик и апсида обшиты сайдингом, «под бревно», восьмерик обшит сайдингом «под кирпич», оригинальные наличники и окна заменены новоделами, разительно отличными от оригинальных, утрачен подзор кровли, с 1990-х был заменён и упрощён в декоре барабан, при постройке колокольни был утрачен притвор.

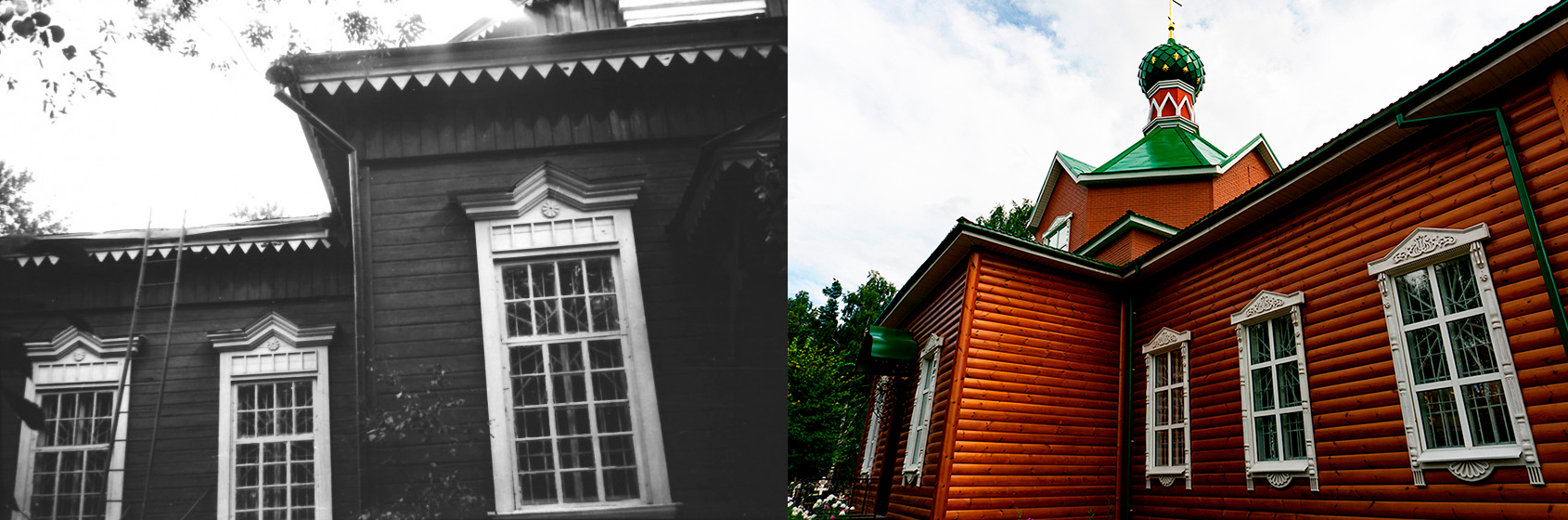
Фасад 1989 г. и фасад 2021 г.